# SA80
El SA80 (en inglés significa Small Arms for the 1980s) es un fusil de asalto tipo bullpup de calibre 5,56 mm; diseñado y producido hasta 1988 por Royal Small Arms Factory en Enfield Lock, Reino Unido. En 1988 la producción del arma fue transferida a la factoría de armas Royal Ordnance de Nottingham (BAE Systems Land Systems Munitions & Ordnance), y en el 2000, Heckler & Koch de Alemania fue subcontratada para mejorar el arma ya existente y hacerla más fiable para operaciones en las que estuviese expuesta a factores medioambientales más extremos, como el desierto de Irak.

## Historia y desarrollo
El desarrollo del sistema SA80 incluía dos armas, el fusil de asalto SA80 IW (Infantry Weapon) y la ametralladora ligera SA80 LSW (Light Support Weapon). En la década de 1960 el ejército británico decidió desarrollar este nuevo fusil, que eventualmente reemplazará al mm L1 SLR calibre 7,62 mm (fabricación británica FN FAL belga) en la década de 1980.
La OTAN anunció un concurso en 1977 para seleccionar una nueva munición. La fábrica estatal Enfield Small Arms Factory desarrolló su propio cartucho de pequeño calibre, de 4,85 mm. Cuando la nueva munición estuvo disponible la RSAF en Enfield desarrolló una nueva arma designada inicialmente como SA80-IW o XL65. Esta arma, siendo algo similar en el esquema al anterior fusil de asalto británico Enfield EM-2, era internamente bastante diferente y, básicamente, era más o menos parecido al fusil Armalite AR-18, aunque en formato bullpup y recalibrada para cartuchos de 4,85 mm. Sin embargo, después de los ensayos de la OTAN, que culminó con la adopción de la versión belga SS-109 del cartucho calibre 5,56 mm, los ingenieros de Enfield recalibraron el XL65 para este cartucho y continuaron su desarrollo bajo la denominación de XL70. 
El nuevo fusil no fue adoptado hasta 1984 por retrasos imputables al conflicto de la Guerra de las Malvinas. Los SA80 (L85 y L86) estuvieron plagados de muchos problemas, siendo algunos muy graves. En general los L85 fueron bastante poco fiables y molestos de manejar y mantener. Finalmente en el año 1997, después de años de constantes quejas de las tropas, se decidió actualizar la mayoría de fusiles L85 en servicio.

## Variantes
La modificación del L85A1 originó varias variantes: el L86 LSW A1 / A2, el L22 Carbine A1 / A2, el fusil de entrenamiento L98A1 Cadet GP (General Purpose) y el destacado L85A2.

### L85A2
En el año 2000, a pedido del gobierno británico y de sus fuerzas militares, la Heckler & Koch, al tiempo que la Royal Ordnance, fueron contratadas para mejorar el arma y eliminar sus defectos más críticos y así hacer más fiable la familia de armas derivadas del SA80. 200 000 SA80 de un total de 320 000 L85A1 fueron modificados a un coste por unidad de £400 c/u, conduciendo a la variante L85A2. Los cambios se dieron principalmente en la mejora de las capacidades del arma y su fiabilidad incluyendo: Un cargador y sistema de recarga manual rediseñado, palanca de amartillado modificada, percutor reensamblado y extractor de gases rediseñados lo que redundaba en una muy sustancial mejora del retroceso producido al disparar el fusil en modo automático, dándole al arma maniobrabilidad y mayor estabilidad. El L85A2 puede montar el lanzagranadas HK AG36 de 40 mm en una configuración similar al fusil norteamericano de similares características como el M203. El uso del citado lanzagranadas añade al arma L85A2 un peso adicional de 1,49 kg (3,30 lb).

### L86 LSW
El Light Support Weapon (LSW) es un arma inicialmente diseñada para proveer apoyo de fuego como ametralladora ligera. Posee un cañón más largo que su antecesor, el L85 y dispone de una adaptación de bípode, culatín y un pistolete cercano al cajón de mecanismos del arma, con una diferenciación en el diseño del mismo. Su largo cañón incrementa la velocidad de salida y la estabilidad del proyectil, dándole un gran rango de efectividad. Externamente es idéntica al L85 en la que se basa su diseño, compartiendo algunas piezas y los proveedores entre éstas son intercambiables.
El alcance, libre flotación del cañón pesado y las prestaciones de la mira de lentes ópticas del tipo SUSAT le brinda al fusil una gran y excelente efectividad. Desde que fue concebida, el L86 fue objeto de críticas por usar las mismas partes base del L85 con el problema adicional problema de su incapacidad de sostener su primera cualidad requerida: dar un fuego sostenido en ráfagas diferente al de una ametralladora alimentada por cintas.
El uso inicial del LSW fue después de no alcanzar su objetivo de arma de fuego de apoyo, y darle su nuevo objetivo inicial como fusil de francotirador con algunas secciones de infantería usándolos, muy bueno para acertar a blancos a distancias de hasta 600 m.
El L86A1 fue modificado al estándar L86A2 al mismo tiempo que los fusiles L85A1 fueron mejorados al estándar L85A2, cumpliendo al mismo tiempo con los mismos objetivos de modificaciones.

### Carabina L22
Basada en el L85A1, es una versión de tipo carabina L22A1 que posee una recámara y un cañón más pequeños que su versión corriente, de 442 mm (el peso del arma, con una mira de lentillas ópticas es de 4,42 kg y su largo es de 709 mm); El guardamano se reemplazó por una adaptación del pistolete. Una versión más pequeña de la mira SUSAT está instalada, sin la retícula de tritio, en el marco del punto de mira como en el arma estándar. El L22A2 posee rieles del tipo Picatinny que permiten montar desde el frente del arma L22A1 cualquier dispositivo que use este sistema de montaje. Ésta arma es usada en número reducido por tripulaciones de vehículos, pilotos y tropas de apoyo del personal de retaguardia de los soldados del ejército del Reino Unido.

### L98A1 Cadet GP
El L98A1 Cadet GP (General Purpose) es una versión de tipo carabina para entrenamiento de tiro del L85A1, a la cual se le ha eliminado el sistema de gases y su selector de disparo. El arma se recarga a mano después de cada disparo, usando la manija alargada del cerrojo, y que recorre deslizándose en un lado del armazón hacia delante de las partes activas. Ésta opción hace más fácil el disparo tiro a tiro desde una posición en tierra. Está únicamente equipado con alza y punto de mira. Con un kit de adaptación adicional se puede usar para disparar cartuchos de percusión anular .22 Long Rifle. El L103A1 es una versión desactivada del L98A1 usada para fines especiales de repaso de instrucción con elementos enemigos.